# Marquesado de Marbais
El marquesado de Marbais es un título nobiliario español creado por el rey Alfonso XIII el 3 de mayo de 1910 a favor de Alfonso Pérez de Guzmán y Sanjuán cuando contaba con 23 años de edad.
Alfonso Pérez de Guzmán y Sanjuán, era hijo de Juan Francisco Pérez de Guzmán y Boza, II duque de T'Serclaes, y de su segunda esposa María de los Dolores Sanjuán y Garvey, hija de los marqueses (pontificios) de San Juan.  
Su denominación hace referencia a la localidad de Marbais, en Flandes.

## Marqueses de Marbais
|                           | Titular                                         | Periodo                   |
| Creación por Alfonso XIII | Creación por Alfonso XIII                       | Creación por Alfonso XIII |
| ------------------------- | ----------------------------------------------- | ------------------------- |
| I                         | Alfonso Pérez de Guzmán y Sanjuán               | 1910-1921                 |
| II                        | Juan Pérez de Guzmán y Escrivá de Romaní        | 1921-1930                 |
| III                       | Alfonso Pérez de Guzmán y Escrivá de Romaní     | 1930-1936                 |
| III                       | José María Pérez de Guzmán y Escrivá de Romaní  | 1936-1980                 |
| IV                        | José María Pérez de Guzmán y Martínez de Campos | 1980-actual titular       |

## Historia de los marqueses de Marbais
- Alfonso Pérez de Guzmán y Sanjuán (Sevilla, 06/09/1886-Madrid, 11/04/1921), I marqués de Marbais. Casado el 13 de enero de 1914 en Madrid con María de las Mercedes Escrivá de Romaní y Sentmenat, V marquesa del Campillo. Le sucedió su hijo:

- Juan Pérez de Guzmán y Escrivá de Romaní (23/10/1914-11/05/1930), II marqués de Marbais. Falleció con 15 años de edad y le sucedió su hermano:

- Alfonso Pérez de Guzmán y Escrivá de Romaní (28/11/1915-25/10/1936), III marqués de Marbais. Asesinado el 25 de octubre de 1936. Le sucedió su hermano:

- José María Pérez de Guzmán y Escrivá de Romaní (19/03/1917-29/01/2000), IV marqués de Marbais, IV duque de T'Serclaes, VI marqués del Campillo.

1. Casó con Clotilde Martínez de Campos y Rodríguez. Le sucedió su hijo:

- José María Pérez de Guzmán y Martínez de Campos (08/09/1945-), V marqués de Marbais, V duque de T'Serclaes.

1. Casó con María Leticia Miñón y Echevarría.